# Terany
Terany es un municipio del distrito de Krupina en la región de Banská Bystrica, Eslovaquia, con una población estimada a final del año 2024 de 588 habitantes.
Se encuentra ubicado al oeste de la región, sobre los montes Centrales Eslovacos (Cárpatos occidentales), a poca distancia al sur del río Hron —un afluente izquierdo del Danubio— y al este de la región de Nitra.

## Demografía
| Año        | 1994 | 2004    | 2014     | 2024    |
| ---------- | ---- | ------- | -------- | ------- |
| Población  | 713  | 727     | 639      | 588     |
| Diferencia |      | +1,96 % | −12,10 % | −7,98 % |

| Año        | 2023 | 2024 |
| ---------- | ---- | ---- |
| Población  | 588  | 588  |
| Diferencia |      | +0 % |